# بيت الحزز (ساة)
'

تعديل مصدري - تعديل

بيت الحزز هي إحدى قرى عزلة ساه بمديرية ساة التابعة لمحافظة حضرموت، بلغ تعداد سكانها 28 نسمة حسب تعداد اليمن لعام 2004.